# Жељко Шакић
Жељко Шакић (Загреб, 14. април 1988) хрватски је кошаркаш. Игра на позицијама крила и крилног центра.

## Биографија
Шакић је дете Цибоне и играо је за све млађе категорије клуба, али није успео да се избори за место у првом тиму. По завршетку омладинског стажа је играо у неколико загребачких клубова (Рудеш, Каптол, Дубрава) да би потом каријеру наставио у БиХ (Зрињски и Широки), па у Италији (Сутор Монтегранаро). Након тога одлази у врло јаку шпанску АЦБ лигу у Манресу где је пружао добре партије. Сезону 2015/16. је провео у бугарском Лукојл академику. У сезони 2016/17. бранио је боје Цибоне. У јуну 2017. потписао је за У Клуж-Напоку. У сезони 2018/19. је био играч Зјелоне Горе.
За сениорску репрезентацију Хрватске наступао је на Летњим олимпијским играма 2016. године.

## Успеси

### Клупски
- Широки:
  - Првенство Босне и Херцеговине (2): 2010/11, 2011/12.
  - Куп Босне и Херцеговине (1): 2012.

- Лукоил Академик:
  - Првенство Бугарске (1): 2015/16.